# Oczyszczacz powietrza
Oczyszczacz powietrza – urządzenie, które usuwa zanieczyszczenia z powietrza w pomieszczeniu w celu poprawy jakości powietrza. Urządzenia te są powszechnie sprzedawane jako korzystne dla alergików i astmatyków oraz do zmniejszania lub eliminowania wtórnego dymu tytoniowego. Komercyjne oczyszczacze powietrza są wytwarzane jako małe samodzielne jednostki lub większe jednostki, które można przymocować do centrali wentylacyjnej (AHU) lub do jednostki HVAC w przemyśle medycznym, przemysłowym i handlowym. Oczyszczacze powietrza mogą być również stosowane w przemyśle do usuwania zanieczyszczeń z powietrza przed rozpoczęciem procesu. Zazwyczaj stosuje się do tego adsorbery zmiennociśnieniowe lub inne techniki adsorpcyjne.

## Historia
W 1830 r. Charles Anthony Deane otrzymał patent na urządzenie, które składało się z miedzianego hełmu, przymocowanego do ubrania z elastycznym kołnierzem. Długi skórzany wąż w tylnej części hełmu służył do dostarczania powietrza, przy czym w oryginalnej koncepcji powietrze pompowane było za pomocą podwójnych mieszków. Inna, krótka rura pozwalała na odprowadzanie wydychanego powietrza. Ubranie miało być wykonane ze skóry lub nieprzepuszczającego powietrza materiału oraz zabezpieczone taśmami.
W latach 60. XIX wieku John Stenhouse złożył dwa patenty dotyczące właściwości chłonnych węgla drzewnego do oczyszczania powietrza (patenty 19 lipca 1860 r. I 21 maja 1867 r.), których wynikiem był pierwsza praktyczna maska oddechowa.
Kilka lat później John Tyndall stworzył ulepszenie do maski strażackiej w formie kaptura, który filtrował dym i szkodliwy gaz z powietrza (1871–1874 r.).
W latach 50. XX wieku wprowadzono na rynek filtry HEPA jako wysokowydajne filtry powietrza, po czym w latach 40. XX wieku wykorzystano je w amerykańskim Projekcie Manhattan w celu kontrolowania radioaktywnych zanieczyszczeń w powietrzu.
Pierwszy filtr HEPA do użytku domowego został sprzedany prawdopodobnie w Niemczech w 1963 roku przez braci Manfreda i Klausa Hammesa, którzy stworzyli Incen Air Corporation – prekursora korporacji IQAir.

## Zastosowanie
Oczyszczacz powietrza pozbywa się z otoczenia szkodliwych zanieczyszczeń, które mogą wywoływać wiele chorób i nieprzyjemnych dolegliwości. Kurz, pyłki, sierść zwierząt domowych, zarodniki pleśni i odchody roztoczy mogą działać jak alergeny i wywoływać reakcje alergiczne u wrażliwych osób. Cząstki dymów i lotne związki organiczne (LZO/VOC) mogą stanowić poważne zagrożenie dla zdrowia i zwiększać prawdopodobieństwo wystąpienia objawów Syndromu Chorego Budynku. Pyły zawieszone PM10 i PM2.5 będące składnikami smogu są substancjami rakotwórczymi.

## Techniki oczyszczania
Oczyszczacze powietrza to przeważnie samodzielnie jednostki, które składają wentylatora wymuszającego przepływ powietrza oraz zestawu filtrów, przez które jest przepuszczane. Nierzadko posiadają również funkcję jonizacji oraz nawilżania powietrza.
Istnieją dwa rodzaje technologii oczyszczania powietrza, aktywne i pasywne.
Aktywne oczyszczacze powietrza to np. jonizatory, które uwalniają do powietrza ujemnie naładowane jony, powodując, że zanieczyszczenia przyklejają się do ich powierzchni. Jednostki pasywnego oczyszczania używają specjalnych filtrów powietrza do usuwania zanieczyszczeń. Oczyszczacze pasywne są bardziej wydajne, ponieważ cały pył i cząstki stałe są trwale usuwane z powietrza i gromadzone w filtrach.
W celu oczyszczenia powietrza można zastosować kilka różnych procesów o różnej skuteczności. W 2005 r. najczęściej stosowaną metodą były wysokowydajne filtry cząstek stałych (HEPA) i bakteriobójcze promieniowanie ultrafioletowe (UVGI).

### Filtracja
Filtry w oczyszczaczach przechwytują cząstki zanieczyszczeń unoszące się w powietrzu, zależnie od ich wielkości. Powietrze przepuszczane jest przez filtr, a cząstki są fizycznie wychwytywane przez filtr. Wyróżnia się głównie trzy rodzaje filtrów powietrza:
- Wysokosprawne filtry powietrza HEPA (ang. high efficiency particulate air filter) zatrzymują cząstki stałe o wielkości 0,3 μm ze skutecznością 99,95% lub wyższą w przypadku większych cząstek. W bardziej zapylonym otoczeniu filtr HEPA może być poprzedzony łatwym do czyszczenia filtrem wstępnym w formie gęstej siatki, który usuwa grubsze zanieczyszczenia. Dzięki niemu filtr HEPA wymaga rzadszej wymiany lub czyszczenia. Oczyszczacze, które filtrują całe powietrze wchodzące do sterylnego pomieszczenia (np. laboratorium), ustawiane są w taki sposób, aby powietrze w żaden sposób nie omijało filtra HEPA. Filtry HEPA podczas pracy nie wytwarzają ozonu ani innych szkodliwych produktów ubocznych. Technologia HEPA jest stosowana w przenośnych oczyszczaczach powietrza, ponieważ usuwa z powietrza większość typowych alergenów oraz składników smogu. Departament Energii USA stworzył wymagania odnośnie do filtrów HEPA, które muszą spełniać producenci. Specyfikacja HEPA wymaga usunięcia z otoczenia co najmniej 99,97% substancji zanieczyszczających powietrze o wielkości większej niż 0,3 mikrometry. Produkty oznaczone jako “HEPA-type”, “HEPA-like” lub “99% HEPA” nie spełniają przeważnie tych wymagań i nie są testowane w niezależnych laboratoriach.
- Węgiel aktywny jest porowatym materiałem, który adsorbuje lotne chemikalia (w tym lotne związki organiczne i dym papierosowy) na poziomie molekularnym, ale nie usuwa większych cząstek. Proces adsorpcji przy użyciu węgla aktywnego musi osiągnąć równowagę, dlatego całkowite usunięcie zanieczyszczeń z powietrza może być trudne[10]. Węgiel aktywny zmienia fazę gazową zanieczyszczeń w fazę stałą i przechwytuje je, podczas gdy pozostałe zanieczyszczenia mogą regenerować się w źródłach powietrza w pomieszczeniu[11]. Węgiel aktywny można stosować w temperaturze pokojowej i ma on długą historię zastosowań komercyjnych. Zwykle filtr węgla aktywnego jest stosowany w połączeniu z innymi technologiami filtrów, zwłaszcza z HEPA. Inne materiały o podobnej zdolności sorpcyjnej chemikaliów posiadają przeważnie dużo wyższą cenę.
- Filtr HVAC o wartości MERV 14 lub wyższej (według klasyfikacji USA ASHRAE 52.2-1999) jest przystosowany do usuwania unoszących się w powietrzu cząstek o wielkości 0,3 μm lub większych. Skuteczność wysokowydajnego filtra MERV 14 wynosi co najmniej 75% dla cząstek o wielkości od 0,3 do 1,0 mikrometrów. Chociaż współczynnik wychwytywania filtra MERV jest niższy niż filtra HEPA, to ze względu na zastosowanie go w instalacjach wentylacyjnych i klimatyzacyjnych może on przefiltrować znacznie więcej powietrza w tym samym okresie. Niestety większość filtrów MERV nie posiada hermetycznego uszczelnienia, co pozwala na przepływ powietrza wokół filtrów. Problem ten jest gorszy w przypadku filtrów MERV o wyższej wydajności ze względu na wzrost oporu powietrza, spowodowany większą gęstością filtra. Filtry te zwiększają opór przepływającego powietrza, w wyniku czego zwiększają zużycie energii.
- W oczyszczaczach powietrza do domu wykorzystywany bywa również filtr wodny, który pozbywa się zanieczyszczeń i nawilża powietrze. Urządzenie wykorzystujące taką metodę filtracji nazywa się Airwasherem i składa się z wiatraka, komory z wodą i obracających dysków. Powietrze jest zasysane i przepuszczane przez obracające dyski, do których przyczepiają się zanieczyszczenia, ostatecznie osadzające się w wodzie. Aby zapobiec rozwojowi bakterii, stosowane są różne metody, takie jak zimne parowanie (Cold Evaporation) lub srebrne elektrody. Ta technika posiada raczej niską skuteczność i nadaje się do usuwania większych cząstek kurzu, roztoczy, pyłków i sierści. Airwasher nie poradzi sobie z bakteriami i wirusami. Zaletą oczyszczaczy powietrza opartych na tej technologii jest brak konieczności zakupu i okresowej wymiany wkładów filtracyjnych[12].

### Inne metody
- Bakteriobójcze promieniowanie ultrafioletowe UVGI (ang. Ultraviolet germicidal irradiation) – wykorzystywane jest do sterylizacji powietrza, które w sposób wymuszony przechodzi przez światło lampy UV. Systemy oczyszczania powietrza UVGI mogą być wykorzystywane w formie wolnostojących urządzeń z osłoniętymi lampami UV, które wykorzystują wentylator, aby przepchnąć powietrze przez światło lampy. Inne systemy polegają na zamontowaniu lampy UV w instalacjach wymuszonego przepływu powietrza, aby wskutek cyrkulacji powietrza znajdujące się w nim mikroorganizmy przechodziły przez światło lampy UV. Kluczowe w tym systemie oczyszczania jest właściwe umiejscowienie lampy UV oraz dobry system filtracji do usuwania martwych mikroorganizmów. W instalacjach wymuszonego przepływu powietrza (np. klimatyzacji) powstają obszary zacienione, do których nie dociera światło lampy UV. Aby zapobiec tworzeniu się mikroorganizmów w takich naturalnie wilgotnych miejscach, najskuteczniejszą metodą są układy przewodów liniowych, umieszczone na środku kanału i równolegle do przepływu powietrza.
- Elektroniczne oczyszczacze powietrza z polaryzacją wykorzystują aktywne, ulepszone elektronicznie media do łączenia elementów zarówno elektronicznych oczyszczaczy powietrza, jak i pasywnych filtrów mechanicznych. Większość elektronicznych oczyszczaczy powietrza wykorzystujących spolaryzowane media wykorzystuje bezpieczne 24V napięcie stałe do ustalenia polaryzującego pola elektrycznego. Cząsteczki unoszące się w powietrzu ulegają jonizacji lub ładowaniu, gdy przechodzą przez pole elektryczne i przylegają do jednorazowego wkładu z włókien. Ultradrobne cząstki (UFP), które nie są gromadzone przy ich pierwszym przejściu przez wkładkę medialną, są spolaryzowane i aglomerują z innymi cząsteczkami, zapachem i LZO, po czym zbierane są przy kolejnych przejściach przez wkładkę. Wydajność elektronicznych oczyszczaczy powietrza z polaryzacją wzrasta wraz z ich obciążeniem, zapewniając wysoką wydajność filtracji, przy rezystancji powietrza zwykle równej lub mniejszej niż filtry pasywne. Technologia mediów spolaryzowanych jest niejonizująca, co oznacza, że nie wytwarza się ozon.
- Utlenianie fotokatalityczne PCO (ang. Photocatalytic oxidation) to technologia kształtująca się w branży HVAC. [Potrzebne źródło] Oprócz korzyści związanych z poprawą jakości powietrza w pomieszczeniach (IAQ ang. Indoor Air Quality), ma ona dodatkowy potencjał polegający na ograniczeniu ilości niekontrolowanego powietrza wpływającego do budynku, tym samym stanowiąc okazję do oszczędzenia energii. Systemy utleniania fotokatalitycznego są w stanie całkowicie utleniać i degradować zanieczyszczenia organiczne. Na przykład Lotne Związki Organiczne w niskich stężeniach w zakresie kilkuset ppmv lub mniej, zostają utlenione prawdopodobnie całkowicie[10]. PCO wykorzystuje krótkofalowe światło ultrafioletowe (UVC), powszechnie stosowane do sterylizacji, do zasilania katalizatora (zwykle ditlenek tytanu (TiO2)[13]) oraz utleniania bakterii i wirusów. [potrzebne źródło] Jednostki PCO można zamontować w istniejącym systemie wentylacji HVAC. PCO nie jest technologią filtrującą, ponieważ nie zatrzymuje ani nie usuwa cząstek. Czasami łączy się ją z innymi technologiami filtrowania w celu oczyszczania powietrza. Żarówki do sterylizacji UV należy wymieniać mniej więcej raz w roku; producenci mogą wymagać okresowej wymiany jako warunku gwarancji. Systemy fotokatalitycznego utleniania często wiążą się z wysokimi kosztami[10].
- Pokrewną technologią istotną dla oczyszczania powietrza jest utlenianie fotoelektrochemiczne (PECO ang. photoelectrochemical oxidation). Chociaż technicznie jest to rodzaj PCO, PECO obejmuje interakcje elektrochemiczne między materiałem katalizatora i związkami reaktywnymi (np. poprzez umieszczanie materiałów katodowych) w celu poprawy wydajności kwantowej. W ten sposób można zastosować jako źródło światła promieniowanie UVA o niższej energii, jednocześnie osiągając lepszą skuteczność[14].
- Oczyszczacze jonizujące wykorzystują naładowane powierzchnie elektryczne do generowania elektrycznie naładowanych jonów powietrza lub gazu. Jony te przyłączają się do unoszących się w powietrzu cząstek, które są następnie przyciągane elektrostatycznie do naładowanej płyty kolektora. Mechanizm ten wytwarza jako produkty uboczne śladowe ilości ozonu i innych utleniaczy[7]. Większość jonizatorów wytwarza mniej niż 0,05 ppm ozonu, co mieści się w standardzie bezpieczeństwa przemysłowego i nie wyrządza negatywnych skutków dla zdrowia. Istnieją dwa główne rodzaje jonizatorów: z wentylatorem oraz bez niego. Jonizatory bez wentylatora pracują bardzo cicho i zużywają mało energii, ale są mniej skuteczne w oczyszczaniu powietrza. Jonizatory na bazie wentylatora znacznie szybciej oczyszczają i rozprowadzają powietrze w pomieszczeniu. Zamontowane na stałe domowe i przemysłowe oczyszczacze jonizacyjne nazywane są elektrofiltrami.
- Generatory ozonu zostały zaprojektowane do wytwarzania ozonu i sprzedawane są często jako oczyszczacze powietrza dla całego domu. W przeciwieństwie do jonizatorów, generatory ozonu są przeznaczone do wytwarzania znacznych ilości ozonu, silnego gazu utleniającego, który utlenia wiele innych chemikaliów. Jedyne bezpieczne zastosowanie generatorów ozonu polega na “terapii szokowej” poprzez ozonowanie niezamieszkanych pomieszczeń, z wykorzystaniem komercyjnych generatorów, które wytwarzają ponad 3000 mg ozonu na godzinę. Wykonawcy prac renowacyjnych używają tego typu generatorów ozonu do usuwania zapachów dymu po pożarze, stęchłych zapachów po zalaniu, pleśni (w tym toksycznych pleśni) oraz smrodu powodowanego przez gnijące tkanki, którego nie można usunąć za pomocą wybielacza ani niczego innego oprócz ozonu. Mimo to oddychanie powietrzem, w którym obecny jest ozon, jest bardzo szkodliwe dla organizmu i należy zachować szczególną ostrożność przy zakupie oczyszczacza powietrza wytwarzającego ten gaz nawet jako produkt uboczny[15].
- Technologia dwutlenku tytanu (TiO2) – nanocząstki TiO2 mieszane są w lekko porowatą farbę wraz z węglanem wapnia, służącym do neutralizacji wszelkich kwaśnych gazów, które mogą być adsorbowane. Fotokataliza inicjuje rozkład zanieczyszczeń z powietrza na pomalowanej powierzchni[16].
- Sterylizacja termodynamiczna (TSS) – ta technologia wykorzystuje sterylizację cieplną za pomocą ceramicznego rdzenia z mikrokapilarami, które są podgrzewane do 200 °C. Ta technika pozwala na spalenie 99,9% cząstek mikrobiologicznych, takich jak bakterie, wirusy, alergeny roztoczy kurzu, zarodniki pleśni i grzybów. [Potrzebne źródło] W wyniku naturalnego procesu konwekcji powietrze przechodzi przez rdzeń ceramiczny, a następnie jest chłodzone przy użyciu płyty przenoszącej ciepło i uwalniane do otoczenia[17]. TSS nie jest zaliczany do technologii filtrujących, ponieważ nie wychwytuje ani nie usuwa na stałe cząstek. [Potrzebne źródło] Według zapewnień specjalistów, TSS nie emituje szkodliwych produktów ubocznych (chociaż produkty uboczne częściowego rozkładu termicznego nie są tu uwzględniane), a także zmniejsza stężenie ozonu w otoczeniu. [potrzebne źródło]

## Nawilżanie
Wiele domowych oczyszczaczy powietrza poza usuwaniem zanieczyszczeń z powietrza zajmuje się również jego nawilżaniem. W tym celu wykorzystują metodę ewaporacyjną z filtrem nawilżacza: okrągły (przeważnie) dysk z matą ewaporacyjną obraca się zanurzając w zbiorniku z wodą. Zassane i wstępnie oczyszczone powietrze przepuszczane jest przez mokrą matę i nabiera odpowiedniej wilgotności. Większość modeli na rynku dzięki zamontowanym czujnikom samodzielnie reguluje intensywność nawilżania, dostosowując ją do panującej w pomieszczeniu temperatury. Z tego powodu oczyszczacze powietrza z nawilżaczem uważa się nawet za bezpieczniejsze od standardowych nawilżaczy. Niektóre źródła zwracają uwagę na problem z utrzymaniem czystości urządzeń, które mają w sobie oczyszczacz oraz nawilżacz powietrza (2w1). Należy zwrócić uwagę na zachowanie odpowiedniej higieny urządzenia i regularne jego czyszczenie, aby uniknąć rozwoju drobnoustrojów w urządzeniu. 

## Kwestie konsumenckie
Inne ważne dla konsumentów aspekty oczyszczaczy powietrza to przede wszystkim niebezpieczne gazowe produkty uboczne, poziom emitowanego hałasu, częstotliwość wymiany filtrów, zużycie energii elektrycznej i atrakcyjność wizualna.
- Produkcja ozonu jest typowa dla oczyszczaczy jonizujących powietrze. Chociaż wysokie stężenie ozonu jest niebezpieczne, większość jonizatorów powietrza wytwarza go małe ilości (<0,05 ppm), które mieszczą się w granicy bezpieczeństwa.
- O poziomie hałasu oczyszczacza można dowiedzieć się w dziale obsługi klienta i zwykle podawany jest on w decybelach (dB). Poziomy hałasu dla większości oczyszczaczy są niskie w porównaniu do wielu innych urządzeń gospodarstwa domowego. Niektóre potrafią pracować emitując jedynie 16 dB hałasu[20]. Istotny jest przepływ powietrza razem z filtrami w oczyszczaczu (CADR), przy niskiej intensywności pracy oczyszczacza powietrza generuje minimalny hałas, jednak jego efektywność jest bardzo niska. Większość oczyszczaczy powietrza pracująca w trybie nocnym nie spełnia normy AHAM lub minimalnej 3-krotnej wymiany powietrza w pomieszczeniu na godzinę.[21]
- Częstotliwość wymiany filtrów i zużycie energii elektrycznej stanowią główne źródła kosztów eksploatacji każdego oczyszczacza. Istnieje wiele rodzajów filtrów; niektóre można czyścić wodą, ręcznie lub odkurzaczem, a inne należy wymieniać co kilka miesięcy lub lat. W Stanach Zjednoczonych niektóre oczyszczacze posiadają certyfikat Energy Star, co świadczy o ich energooszczędności.

Skuteczność oczyszczaczy powietrza może być oceniana na podstawie różnych czynników. Wchodzi w to m.in.:
- współczynnik CADR (ang. Clean air delivery rate), który określa, jak dobrze powietrze zostało oczyszczone,
- klasa filtra HEPA,
- powierzchnia oczyszczania,
- wydajność (przepływ powietrza na godzinę)[22],
- zużycie energii,
- koszt wymiany filtrów.

Dwa inne ważne czynniki, które należy wziąć pod uwagę, to żywotność filtrów (mierzona w miesiącach lub latach) oraz hałas wytwarzany przy różnych ustawieniach, na których działa oczyszczacz. Informacje te są dostępne u większości producentów. 

## Certyfikaty polskie i międzynarodowe
Odpowiednie certyfikaty i atesty są potwierdzeniem, że dany oczyszczacz powietrza spełnia wymogi dotyczące skuteczności i bezpieczeństwa dla zdrowia. Niektóre certyfikaty dotyczą głównie alergenów, inne świadczą o braku negatywnego wpływu na środowisko lub określają możliwości danego modelu. Do najczęściej spotykanych i najistotniejszych certyfikatów w przypadku domowych oczyszczaczy powietrza (jednostki samodzielne) należą:
- PTA (Polskie Towarzystwo Alergologiczne) potwierdza, że dany produkt (sam w sobie) jest bezpieczny dla alergików i nie wywołuje reakcji uczuleniowych, ale nie informuje o skuteczności filtracji powietrza[23].
- NIZP-PZH (Narodowy Instytut Zdrowia Publicznego – Państwowy Zakład Higieny) to atest zaświadczający o bezpieczeństwie produktu dla ludzi i/lub środowiska, a jego ważność wynosi 5 lat[24].
- AHAM (ang. Association of Home Appliance Manufacturers) informuje, że oczyszczacz powietrza został przebadany pod kątem współczynnika CADR w niezależnym laboratorium, zgodnie z normą ANSI-/AHAM-AC-1. Certyfikat wydawany przez AHAM ocenia skuteczność eliminacji pyłków, kurzu i dymu papierosowego.
- ECARF (ang. European Centre for Allergy Research Foundation) wydawany jest przez Fundację Europejskiego Centrum Badania Alergii i oznacza, że dany produkt jest przyjazny dla alergików oraz spełnia następujące warunki: emituje znikome ilości ozonu, wyłapuje co najmniej 90% drobnego pyłu oraz 95% pyłków i zarodników pleśni, nie nawilża powietrza[25].
- Seal Of Approval wydawany przez BAF (ang. The British Allergy Foundation), czyli Brytyjską Fundację Alergiczną potwierdza, że dany oczyszczacz powietrza jest przyjazny alergików oraz efektywne usuwa alergeny i roztocza. Przeprowadzane przez BAF testy określane są normą ISO 17025[26].
- Energy Star to certyfikat przyznawany w ramach wspólnego programu U.S. Environmental Protection Agency (Amerykańskiej Agencji Ochrony Środowiska) i U.S. Department of Energy (Amerykańskiego Departamentu Energii). Świadczy o energooszczędności produktu, co z kolei przekłada się na jego bezpieczeństwo dla środowiska[27].

## Potencjalne zagrożenia związane z ozonem
Podobnie jak w przypadku innych urządzeń związanych ze zdrowiem, zapewnienia niektórych producentów budzą kontrowersje, zwłaszcza w przypadku oczyszczaczy powietrza z jonizatorem. Wiele oczyszczaczy powietrza wytwarza niewielkie ilości ozonu, energetycznego alotropu trzech atomów tlenu, a w obecności wilgoci również niewielkie ilości NOx. Ze względu na charakter procesu jonizacji, jonowe oczyszczacze powietrza mają tendencję do generowania ozonu. Jest to poważny problem, ponieważ ozon jest jednym z kryteriów zanieczyszczenia powietrza regulowanym przez amerykańskie federalne i stanowe normy dotyczące zdrowia. W kontrolowanym eksperymencie z 2006 r. w wielu przypadkach stężenie ozonu znacznie przekraczało publiczne i/lub przemysłowe poziomy bezpieczeństwa ustalone przez amerykańską Agencję Ochrony Środowiska, szczególnie w źle wentylowanych pomieszczeniach.
Ozon może uszkodzić płuca, powodując ból w klatce piersiowej, kaszel, duszności i podrażnienie gardła. Może również pogorszyć przewlekłe choroby układu oddechowego, takie jak astma i osłabić zdolność organizmu do zwalczania infekcji dróg oddechowych – nawet u zdrowych osób. Ludzie cierpiący na alergię i choroby dróg oddechowych są najbardziej podatni na niekorzystne skutki wysokiego poziomu ozonu, w tym np. częstsze ataki astmy.
Ze względu na wydajność poniżej przeciętnej oraz potencjalne zagrożenia dla zdrowia, raporty konsumenckie odradzają stosowanie oczyszczaczy powietrza wytwarzających nadmierne ilości ozonu. IQAir, partner edukacyjny American Lung Association, jest wiodącym głosem w branży przeciwko technologii oczyszczania powietrza wytwarzających ozon. [Potrzebne źródło]
Generatory ozonu używane do „terapii szokowej” (w pomieszczeniach, w których nie przebywają ludzie), które są potrzebne wykonawcom zajmującym się usuwaniem dymu, pleśni i zapachów, a także firmom zajmującym się oczyszczaniem miejsca zbrodni w celu utlenienia i trwałego usuwania dymu, pleśni i uszkodzenia zapachu, są uważane za cenne i skuteczne narzędzie, gdy są używane poprawnie do celów komercyjnych i przemysłowych. Istnieje jednak coraz więcej dowodów na to, że te maszyny mogą wytwarzać niepożądane produkty uboczne.

## Rynek oczyszczaczy powietrza
W 2015 r. całkowity rynek oczyszczaczy powietrza dla budynków mieszkalnych w Stanach Zjednoczonych oszacowano na około 2 mld USD rocznie.